# Zentrales Marinemuseum, benannt nach Kaiser Peter dem Großen
Das Zentrale Marinemuseum, benannt nach Kaiser Peter dem Großen (russisch Центральный военно-морской музей имени императора Петра Великого (ЦВММ)) ist ein Schifffahrtsmuseum in Sankt Petersburg. Es wurde 1709 gegründet und zählt damit zu einem der ältesten Museen Russlands. Zum 200-jährigen Jubiläum wurde das Museums 1908 nach seinem Gründer Peter dem Großen benannt. Mit einem Bestand von ca. 700.000 Objekten gehört es zu den größten Schifffahrtsmuseen der Welt. Seine Sammlung von marinen Artefakten, Modellen und Gemälden zeichnet die Entstehung und Entwicklung der russischen Marine nach. Das Hauptgebäude umfasst neunzehn Säle für die ständige Ausstellung sowie sechs Säle für Wechselausstellungen. Daneben existieren sechs Außenstellen.
Die ständige Ausstellung des Museums umfasst historische Exponate wie das einmastige Segelboot von Peter dem Großen, den Marinethron von Katharina der Großen, in Seeschlachten erbeutete Trophäen sowie die persönlichen Gegenstände prominenter russischer und sowjetischer Marinekommandanten. Die Sammlung umfasst Gemälde von bekannten Marinemalern wie beispielsweise Iwan Konstantinowitsch Aiwasowski (1817–1900), Alexei Petrowitsch Bogoljubow (1824–1896), Lew Felixowitsch Lagorio (1828–1905) und anderen bedeutenden Künstlern. Zur Sammlung gehören auch Schiffskulpturen, Navigationsinstrumente, Schiffsausrüstung und Schiffsmaschinen des 17. bis 20. Jahrhunderts sowie zahlreiche Schiffsmodelle. Zum Bestand zählen u. a. über 13.000 Marineausrüstungen, 11.000 Waffen und Schusswaffen, 62.000 Kunstwerke, 56.000 Uniformen, Auszeichnungen und Dekorationen, Flaggen und Banner, 44.000 Dokumente und Manuskripte sowie rund 300.000 Fotografien, Negative und Zeichnungsblätter. Derzeit sind lediglich 8 % der Bestände ausgestellt.

## Geschichte

### Gründung und Stagnation der St. Petersburger Modellkammer (1709–1730)
Im 16. Jahrhundert begannen die europäischen Seemächte, allen voran die Spanischen Niederlande, England und Venedig, stehende Flotten aufzubauen. Bevor man mit dem Bau neuer Schiffe begann, wurden meist kleinere Modelle als Vorlage erstellt. Um kampfbewährte Schiffstypen nachbauen zu können, mussten Zeichnungen und Modelle aufbewahrt werden, um das gesammelte Wissen nutzen zu können. In den meisten westeuropäischen Werften und Admiralitäten entstanden daher spezielle Aufbewahrungsorte für Schiffsmodelle, Blaupausen und Zeicheninstrumente, um sie für die Konstruktion neuer Schiffe verwenden zu können. Damit wurde der Grundstein für die ersten maritimen Sammlungen gelegt. Die Aufbewahrungsräume wurde im Niederländischen „Modelkamer“ (dt. Modellkammer) genannt. Allerdings dienten diese Sammlungen nicht musealen Zwecken, da sie nicht einer breiten Öffentlichkeit zur Besichtigung offen standen.
Nachdem Peter der Große während einer eineinhalbjährigen Reise, auch als die Große Gesandtschaft bekannt, mehrere „Modelkameras“ in Holland und England besucht hatte, kam er auf die Idee, eine ähnliche Sammlung auch in seiner Heimat einzurichten. Ursprünglich befand sich die St. Petersburger Modelkamera in der hölzernen Wintervilla von Peter dem Großen (den Winterpalast gab es noch nicht) am nördlichen Newa-Ufer, die auch als „Haus des Schiffbauers Peter Michailow“ (= sein Pseudonym während seines Aufenthalts in Amsterdam) bekannt war. Wegen seiner großen Leidenschaft für den Schiffbau brachte er zunächst die Schiffsmodelle bei sich zu Hause unter. Die Villa war jedoch eigentlich mehr ein größeres Privathaus. Sie wurde vom Schweizer Architekten Domenico Trezzini im niederländischen Stil entworfen und verfügte über nicht mehr als zehn Räume. Obwohl die Wintervilla im Sommer größtenteils unbewohnt war, bot sie der wachsenden Sammlung nicht genügend Platz.
Als Gründungsdatum der St. Petersburger Modelkamera wird allgemein der 13. Januarjul. / 24. Januar 1709greg. angesehen, als der Aufbewahrungsraum „Modelkamera“ erstmals in einem Brief von Peter dem Großen an den Werftleiter Alexander Kikin erwähnt wurde. In diesem Brief bat er Kikin, die Sammlung der Schiffsmodelle von seiner Wintervilla zur neuen Werft der Admiralität am südlichen Newa-Ufer Newa-Ufer zu verlegen. Allerdings wird durch diese Anweisung auch klar, dass die Sammlung älteren Datums sein muss. Die Sammlung befand sich nun neben dem Konstruktionsbüro, um beim Entwurf neuer Schiffe als Vorlagen zu dienen. Damit war der Grundstein für die weitere Entwicklung gelegt.
Nach dem Tod Peters des Großen im Jahr 1725 folgten in rascher Folge zwei Herrscher (seine Frau Katharina I. (regierte 1725–1727) und sein minderjähriger Enkel Peter II. (regierte 1727–1730)), die den Aufbau und Erhalt der Flotte in ihrer kurzen Regierungszeit nicht vorantrieben. Es wurden weniger Schiffe gebaut und die Konstruktionszeichnungen und Modelle nicht mehr systematisch gesammelt. Dieser Umstand führte zu einer Stagnation der Sammlung.

### Erweiterung und Ausbau der Sammlung (1730–1780)
Erst unter der Regentschaft von Anna (regierte 1730–1740) kam es wieder zu einer Vergrößerung der Sammlung. Zunächst wurde in den Jahren 1732 bis 1738 die Admiralität nach Plänen des Architekten Iwan Kusmitsch Korobow erstmals als Steingebäude ausgeführt, in dem dann ein dedizierter Raum für die Aufbewahrung der Admiralitätssammlung ausgewiesen wurde. Laut einem Inventar vom 16. Dezember 1737 umfasste die Sammlung 63 Modelle und 92 Zeichnungen (insgesamt 155 Objekte); damit war der Bestand seit 1729 um das Zweieinhalbfache  angewachsen. Auch enthielt die neue Liste alle Gegenstände der vorangegangenen Bestandsaufnahme, so dass von einer ungebrochenen Kontinuität der Sammlung ausgegangen werden kann.
Der Ausbau der St. Petersburger Modelkamera beschleunigte sich ab ca. Mitte der 1730er Jahre, als sich die Sammlung von einer reinen Unterstützungsabteilung für die Konstruktion zu einem Ort zur Sammlung nautischen und kartografischen Wissens wandelte. Fortan wurden auch Navigationsgeräte, Karten und sonstige visuelle Hilfsmittel aufbewahrt. Nun war es möglich, sich nicht nur Anregungen für den Bau neuer Schiffe zu holen, sondern auch Information für eine bevorstehende Militäroperation oder die Routenplanung einer Expedition zu erhalten. Alle Ausleihen wurde akribisch unter der Inventarnummer aufgezeichnet, um einem Verlust vorzubeugen. In dieser Zeit schwoll die Sammlung stark an. 1742 besaß die Sammlung bereits mehrere Dutzend Schiffsmodelle sowie 467 Zeichnungen, Pläne und Karten. 1748 wurde aus der „Kammer unter dem Spitz“ eine Kirche, und die Sammlung wurde in den Ostflügel der Admiralität verlegt.

### Bedeutungswandel (1780–1805)
Wurden in den Jahren 1760–1770 die Vorschriften über die Verwaltung der Admiralität und der Werft noch konsequent angewandt, waren Neuzugänge ab den 1780er Jahren bereits zufälliger Natur. Den beengten Raumverhältnisse, knappen Kassen und der Kurzsichtigkeit der Verantwortlichen ist ein erster Niedergang der Modelkamera zu verdanken. Auch nahm die Bedeutung von Schiffsmodellen für den Bau neuer Schiffe ab, da vermehrt technische Zeichnungen und Berechnungen das Erfahrungswissen ablösten. Spätestens an der Wende des 18. zum 19. Jahrhunderts wurden Schiffsmodelle für den Bau neuer Schiffe nicht mehr benötigt. Modelle werden vielmehr Gegenstände der dekorativen und angewandten Kunst: Sie sind ein historisches Relikt aus einer vergangenen Zeit. Gleichzeitig gewinnen sie an Bedeutung als Schätze der Seegeschichte. Nachdem Modell ihren praktischen Zweck im Schiffbau verloren haben, werden sie nun zunehmend als Denkmäler der Flottengeschichte der breiten Öffentlichkeit zugänglich gemacht und ausgestellt.

### Gründung des Marinemuseums (1805–1827)
Kaiser Alexander I. (Russland) genehmigte 1805 die Umwandlung der Modelkamera – unter Einbeziehung der Bibliothek des Admiralitätskollegiums – zu einem Schifffahrtsmuseum, das der Öffentlichkeit zur Besichtigung und Bibliotheksbenutzung offen stand. Xavier de Maistre (1763–1852) wurde zum ersten Direktor des Marinemuseums bestellt. Im Laufe der Zeit schenkten bekannte Marineoffiziere ihre Mitbringsel von längeren Seereisen dem Museum, wie beispielsweise Waffen und Kleidung der Ureinwohner Nordwestamerikas und der Pazifikinseln. Darunter waren bekannte Seefahrer wie der erste russische Weltumsegler Adam Johann von Krusenstern (1770–1846), der Entdecker Juri Fjodorowitsch Lissjanski (1773–1837), der Weltumsegler und Wissenschaftler Wassili Michailowitsch Golownin (1776–1831), der Admiral Fabian Gottlieb von Bellingshausen (1778–1852), der Admiral Michail Petrowitsch Lasarew (1788–1851) oder der deutschbaltische Offizier und Sibirienreisende Ferdinand von Wrangel (1796–1870). Gegenüber den ausländischen „Raritäten“ wurden Alltagsgegenstände gering geschätzt, so dass sich hiervon relativ wenige im Bestand des Museums befinden.
1825 wurde das Museum in vier Abteilungen unterteilt, die jeweils von einem Abteilungsleiter geführt wurde: Der berühmte Polarforscher Gawriil Andrejewitsch Sarytschew (1763–1831) war für die Abteilung für Karten und nautische Instrumente zuständig. Adam Johann von Krusenstern (1770–1846) leitete die Bibliothek. Die Modelkamera unterstand der Aufsicht des berühmten Schiffsmodellbauers Alexander Jakowlewitsch Glotow und später des Chronisten Nikolai Alexandrowitsch Bestuschew, der aktiv am Dekabristenaufstand teilnahm. Daneben existierte eine naturgeschichtliche Abteilung, die alle ethnografischen, zoologischen und geologischen Sammlungen umfasste.
Viele westeuropäische Länder folgten dem russischen Beispiel und eröffneten ihrerseits Schifffahrtsmuseen in Toulon (1814), Paris (1827) und Madrid (1843).

### Auflösung des Schifffahrtsmuseums und Rückkehr zur Modellkammer (1827–1834)
1827 benötigte das Hydrographische Depot zusätzliche Räume in der Admiralität. Der Leiter des Militärtopographischen Korps, Friedrich Schubert (1789–1865), überzeugte Kaiser Nikolaus I. (1796–1855) davon, dass die Räume des Schifffahrtsmuseums am besten dafür geeignet seinen, da sie voller Gegenstände seien, die nichts mit maritimen Angelegenheiten zu tun haben. Am 7. Oktoberjul. / 19. Oktober 1827greg. erließ der Kaiser den Befehl, das Museum aufzulösen. Die meisten gesammelten Gegenstände wurden anderen Institutionen übergeben: Den Großteil der Exponate, mehr als 6.000 Einzelstücke, erhielt die Russische Akademie der Wissenschaften, die damit die völkerkundliche Sammlung der Kunstkamera erheblich erweiterte. Das Marinekadettenkorps erhielt ebenfalls viele Gegenstände, die den Grundstock für das Museums dieser traditionsreichen Marinebildungseinrichtung bildeten. Die Bibliothek mit ihren Karten und Zeichnungen wurden fortan im Hydrographischen Depot aufbewahrt. Dieser Bestand bildete später die Grundlage für die „Zentrale Marine-Bibliothek“, der größte Büchersammlung der russischen Marine. Technische Exponate wie Maschinenmodelle erhielt die Kaiserliche Freie Ökonomische Gesellschaft zu Sankt Petersburg. Die Gegenstände, die im Zusammenhang mit Peter dem Großen standen, verblieben in der Admiralität, wurden jedoch in einem gesonderten Raum, der Halle des Admiralitätsrates, aufbewahrt. Weitere Gegenstände wurden günstig verkauft bzw. verschwanden. Die Auseinandersetzung des Fundus dauert bis 1834. Lediglich die 578 Modelle (Schiffen, Schiffskanonen und Maschinen) verblieben geschlossen in der Admiralität. Damit wurde das Marinemuseum wieder auf seine Anfänge als Modelkamera zurückgeworfen.

### Der Beginn der Wiederbelebung des Schifffahrtsmuseums (Ende der 1850er Jahre bis 1867)
1834 unterstand die Modelkamera der Verwaltung des Generalkommissars. Nach der Auflösung des Schifffahrtsmuseums führte die Modelkamera ein kümmerliches Dasein und wurde nur stiefmütterlich behandelt. In den 1840er Jahren wurde die Sammlung in einen kleinen Lagerraum im Hof der Admiralität verbracht. Erst der Krimkrieg (1853–1856) belebte das öffentliche Interesse an der Kaiserlich Russischen Marine. Der technische Fortschritt führte zur Umstellung der Flotte von Segelschiffen auf Panzerdampfschiffe. Damit einher ging die Weiterentwicklung der Ausbildung der Seeleute. Gleichzeitig wurde die Forderung laut, das historische maritime Erbe zu bewahren. Das Marinekommando widmete der Modelkamera wieder mehr Aufmerksamkeit und ab 1856 wurden anstatt von Beamten nun erfahrene Flottenoffiziere zu Leitern der Modelkamera ernannt.
Aber auch in der Presse wurden Stimmen laut, wie beispielsweise 1859 ein Artikel in der Zeitschrift Morskoi Westnik (Морской вестник; dt. „Marinebote“), die auf die Bedeutung des maritimen Erbes aufmerksam machten. Auf Anordnung des stellvertretenden Direktors der Marinekanzlei Konstantin Alexandrowitsch Mann erstellten Fregattenkapitän Sergei Iwanowitsch Jelagin (1824–1868) und Kapitänleutnant Fürst Leonid Alexejewitsch Uchtomski (1829–1909) ein Konzept für die Einrichtung eines neuen Schifffahrtsmuseums. Auf der Grundlage der Erfahrungen in der Vergangenheit wurde das Sammlungsgebiet auf maritime Aspekte limitiert und für das zukünftige Museum ein scharfes Profil erarbeitet. Die Modelkamera sollte den Grundstock bilden und um Objekte aus den Werften, Marine- und Artillerieabteilungen angereichert werden. Hierzu sollten die an vielen Plätzen verstreuten Objekte von historischer Bedeutung zusammengeführt und ausgestellt werden.
Um dieses ehrgeizige Konzept umsetzen zu können, wurde eine tatkräftige und kompetente Person gesucht, die Ordnung in die Modellkammer bringen und die Renaissance des Schifffahrtsmuseums einleiten konnte. Die Wahl fiel auf Leutnant Nikolai Michailowitsch Baranow (1837–1901), den späteren Generalleutnant, Bürgermeister von St. Petersburg und Senator, der die Modellkammer und später das Museum von 1864 bis 1877 leiten sollte und es zu einer neuen Blüte führte. 1866 stellte er den Katalog der Modellkammer zusammen und veröffentlichte ihn in der Zeitschrift Morskoi Sbornik (Морской сборник; dt. „Maritime Sammlung“). Diese Zusammenstellung wurde der erste gedruckte Katalog der Sammlung. Baranow verfolgte beim Aufbau einen umfangreicheren Ansatz als im Konzept von Mann/Jelagin/Uchtomski vorgesehen. Das Museum sollte nicht nur historische Relikte sammeln, sondern auch einen Überblick über den gegenwärtigen Zustand der russischen Marine geben. Auch gelang es Baranow, viele verschollen geglaubte Objekte zu finden und wieder dem Bestand zuzuführen.

### Die Wiedergeburt des Schifffahrtsmuseums und seine Renaissance (1867–1917)

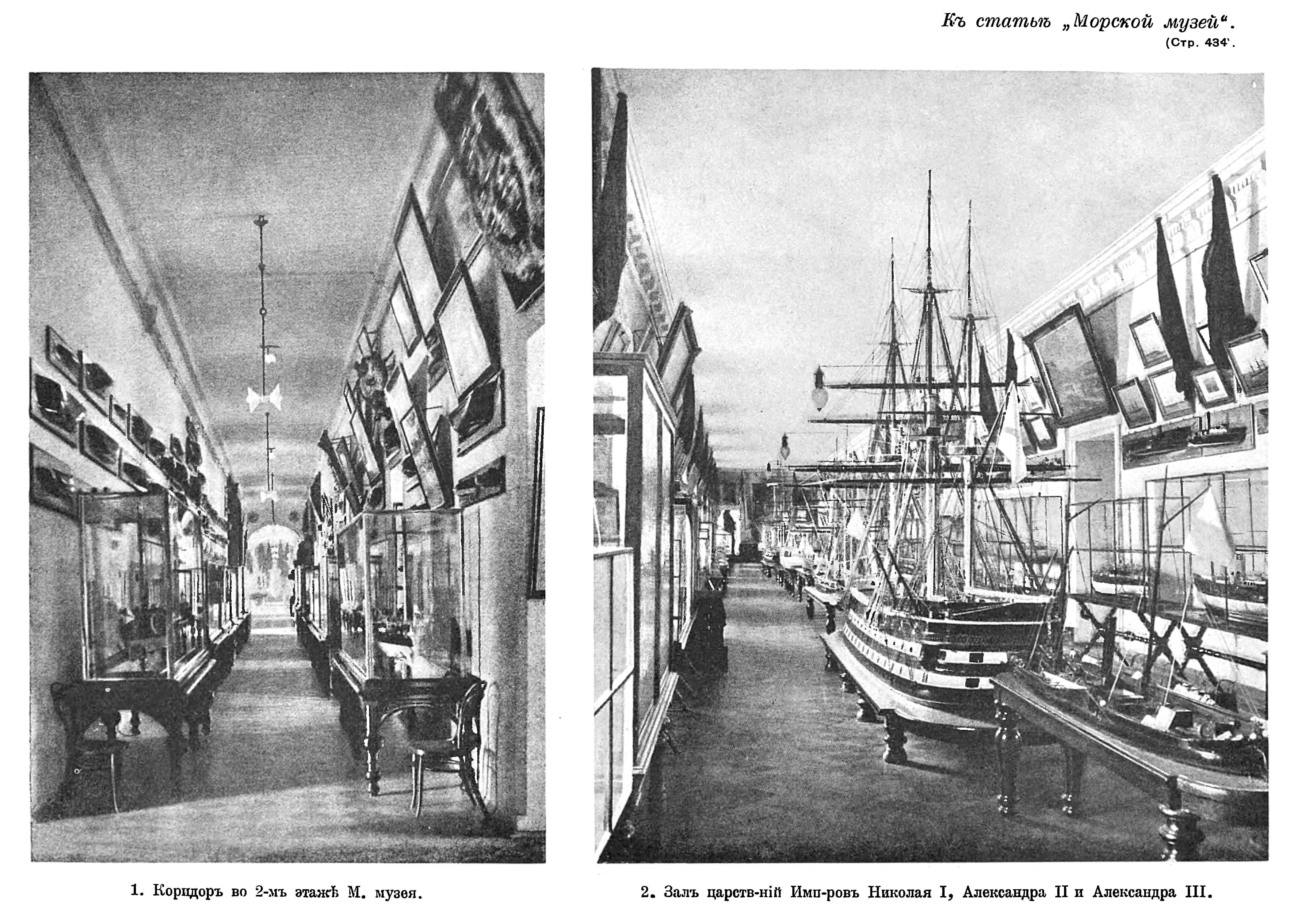
Ausstellungshalle im Jahr 1915

Offiziell wurde das Museum im Januar 1868 wieder gegründet. Mit dem Aufbau des neuen Schifffahrtsmuseums war ein Umzug in den 2. Stock des Westflügels der Admiralität verbunden. Die neuen Räume wurden zuvor von der Marine-Ingenieurschule genutzt. Im August 1868 fand die offizielle Eröffnung statt und der Eintritt war für alle Besucher frei. In den folgenden drei Jahren wuchs die Sammlung so stark, dass zusätzliche Räume im 3. Stock belegt wurden. In den Jahren 1900 bis 1904 wurde die Ausstellung umgestaltet und wesentlich erweitert. Bis 1917 wurde die Sammlung in vierzehn Abteilungen gezeigt:
1. die Zeit von Peter I. dem Großen (1672–1725)
2. die Zeit der Kaiserinnen Anna (1693–1740), Elisabeth (1709–1762) und Katharina der Großen (1729–1796)
3. die Zeit der Kaiser Paul I. (1754–1801) und Alexander I. (1777–1825)
4. die Zeit von Nikolaus I. (1796–1855) und Alexander II. (1818–1881)
5. die Zeit von Alexander III. (1845–1894) und Nikolaus II. (1868–1918)
6. Marinesammlung des Großadmirals Großfürst Konstantin Nikolajewitsch Romanow (1827–1892)
7. Russisch-Türkischer Krieg von 1877–1878
8. Russisch-Japanischer Krieg von 1904–1905
9. Abteilung über den Weltkrieg
10. Marineartillerie-Abteilung
11. Mechanische Abteilung
12. Abteilung für Hafenanlagen
13. Ethnografische Abteilung
14. Hydrografische Abteilung

Neben historischen Artefakten wurde auch der aktuelle Stand der Militärtechnik ausgestellt. In einem Geheimlager wurden die Erfindungen der berühmten Konstrukteure Alexei Pawlowitsch Dawydow, Wassili Fomitsch Petruschewski sowie des berühmten Schiffbauers Alexander Stepanowitsch Popow aufbewahrt. 1877 wurde eine Schnellfeuerkanone, die von Wladimir Stepanowitsch Baranowski (1846–1879) erfunden wurde, versuchsweise für den Einsatz auf Schiffen eingesetzt. Der Hörsaal des Museums wurde für Vorträge genutzt, beispielsweise auch von Leutnant zur See Nikolai Nikolajewitsch Beklemischew, dem späteren Schiffbauer, Hydrographen und Konteradmiral. Auch hielten Historiker und andere Wissenschaftler Vorträge, wie zum Beispiel der bekannte Physiker und Erfinder Alexander Stepanowitsch Popow, dem später eine Außenstelle des Museums in Kronstadt gewidmet wurde. Das Museum entwickelt auch eine bedeutende Außenwirkung, indem es im Zeitraum von 1867 bis 1917 an nicht weniger als 31 Ausstellungen teilnahm, darunter fünf Weltausstellungen, sieben internationale, zwei im Ausland organisierte nationale Ausstellungen sowie 17 nationale Ausstellungen.
1908 wurde das Museum anlässlich seines 200-jährigen Jubiläums nach seinem Gründer Peter dem Großen benannt.

### Umzug in das Börsengebäude (1917–1940)
Am 16. Augustjul. / 29. August 1917greg. wurde das Museum wegen der herannahenden Front für Besucher geschlossen. Anfang September 1917 eroberte die deutsche 8. Armee Riga und ein Zusammenbruch des Russischen Kaiserreichs war zum Greifen nahe. Ebenfalls warf die Oktoberrevolution ihre Schatten voraus. Unter dem Eindruck dieser Ereignisse wurde die Museumsleitung mit der Vorbereitung einer Evakuierung der Sammlung beauftragt. Allerdings konnten nur kleiner Gegenstände und die wichtigsten Relikte aus der Zeit Peters des Großen in Kisten verpackt werden. Nachdem sich der Pulverdampf verzogen hatte, konnte das Museum bereits am 24. Februar 1918 wiedereröffnet werden. Am 28. Februar wurde das Museum in „Zentrales Marine-Museum der Sowjetunion“ umbenannt. Die rasche Wiedereröffnung wurde durch den Umstand begünstigt, dass man nur einen sehr kleinen Teil der Sammlung verpackt hatte und der Rest der Sammlung am angestammten Platz verblieben war. Im März 1918 wurde das Museum jedoch auf Anordnung des Admiralitätskollegiums aufgrund des Ausnahmezustands wieder geschlossen. Lediglich geschlossene Gruppen von Seeleuten, Soldaten oder Studenten wurden zur Besichtigung zugelassen. Der freie Zugang zum Museum für Einzelbesucher wurde erst wieder 1920 ermöglicht.
Zunächst wurde die Ausstellung an die nun geltende sowjetische Sichtweise angepasst. In den 1920er und 1930er Jahren wurde die Sammlung erheblich erweitert. Von dem Ende der 1930er Jahre beschlossenen Aufbauprogramm für die Sowjetische Marine profitierte auch das Museum. Es wurden zusätzliche Mittel zugewiesen und die Modellwerkstatt für die Restaurierung alter Modelle eingerichtet. Im August 1939 wurde dem Museum ein repräsentatives Gebäude zugewiesen. Es handelte sich um die ehemalige Börse (erbaut 1805–1816; Architekt Jean-François Thomas de Thomon (1760–1813)). Gleichzeitig konnte das Museum nun erstmals wissenschaftliches Personal, beispielsweise Kuratoren, einstellen. Der Umzug dauerte bis zum Frühjahr 1941 und am 6. Februar 1941 fand die feierliche Wiedereröffnung des Museums an neuer Adresse statt. Die Ausstellung spiegelte in neun Räumen chronologisch die Geschichte der kaiserlich russischen Flotte bis 1917 wider. Außerdem wurde die Rolle der Seeleute in der Oktoberrevolution und im Bürgerkrieg thematisiert sowie der Aufbau der sowjetischen Marine in den Jahren 1921–1940 erzählt.

### Schließung, Evakuierung und Wiedereröffnung (1941–1946)
Am Sonntagmorgen, dem 22. Juni 1942, begann der Große Vaterländische Krieg. Die wertvollsten Exponate wurden ca. 700 km westlich von Moskau nach Uljanowsk evakuiert. Nach der Aufhebung der Leningrader Blockade befahl der Volkskommissar der Marine Nikolai Gerassimowitsch Kusnezow am 12. April 1944 die Ausstellungsstücke nach Leningrad zurückzuverlegen und eine neue Abteilung namens „Militärische Marine im Großen Vaterländischen Krieg“ zu schaffen. Ende Mai 1945 kamen die ersten tausend Kisten mit Museumsexponaten mit der Bahn aus Uljanowsk in Leningrad an. Nach erzwungener fünfjähriger Pause wurde das Museum am Tag der Marine, am 28. Juli 1946, wieder der Öffentlichkeit zugänglich gemacht.

### Errichtung von Außenstellen (1950er bis 1990er Jahre)
Ab den 1950er wurden Außenstellen des Museums errichtet. 1959 wurde der Geschützte Kreuzer Aurora das erste Museumsschiff der Sowjetunion. 1972 folgte die Straße des Lebens am Ufer des Ladogasees. 1977 kam die Tschesmensker Kirche hinzu, die zu Ehren gefallener russischer Seeleute errichtet wurde, die bei der Seeschlacht von Çeşme den entscheidenden Sieg im 5. Russischen Türkenkrieg errungen hatten. 1980 kamen die Festung Kronstadt mit der Nikolaus-Marine-Kathedrale, das Artillerie-Gelände und die Gedenkausstellung für Alexander Stepanowitsch Popow hinzu. Zunächst wurde nur die Galerie der Kathedrale als Ausstellungsfläche genutzt, bis man 2006 beschloss, das gesamte Gebäude unter die Obhut des Museums zu stellen. Ende der 1980er Jahre begann der Umbau des U-Boots D-2 Narodowolez der D-Klasse (Dekabrist) zum ersten Museums-U-Boot Russlands, das ab 1994 besichtigt werden konnte.
Während dieser Periode verstärkte sich auch die Publikationstätigkeit des Museums. Wurden in den Jahren vor 1917 lediglich drei Kataloge veröffentlicht, so konnte zwischen 1960 und 1991 bereits die Veröffentlichung von acht Katalogen verzeichnet werden. Auch wurden Reiseführer und Broschüren mehrfach neu veröffentlicht und sechs Sammlungen verschiedener Forschungsarbeiten herausgegeben.

### Der Bezug des neuen Museumsquartiers und Verleihung des Ehrentitels (2010 bis heute)
Im Herbst 2006 wurde bekannt gegeben, dass das Zentrale Marinemuseum in die renovierte Krjukow-Kasernen umziehen soll. Am 24. Januar 2009 feierte das Museum sein 300-jähriges Bestehen. Der Höhenpunkt der Jubiläumsfeierlichkeiten bildete der Tag der Marine am 26. Juli 2009. Im Juni 2010 waren die Bauarbeiten am neuen Standort abgeschlossen. Das neue Museum zählt heute zu den größten Schifffahrtsmuseen der Welt und entspricht neuesten Anforderungen. Das neue Museum ist eine wahre Museumsperle der Seehauptstadt Russlands. Am 11. September 2019 ordnete der russische Ministerpräsident Dmitri Anatoljewitsch Medwedew an, dem Zentralen Marinemuseum den Ehrentitel „benannt nach Kaiser Peter dem Großen“ zu verleihen.

## Sammlungen
Derzeit unterhält das Museum acht Sammlungsgebiete.

### Schiffssammlung
Von Beginn an sammelte das Museum Schiffsmodelle aus aller Welt und verfügt daher über eine umfangreiche Kollektion, die mit der des britischen National Maritime Museum vergleichbar ist. Neben realisierten Schiffsmodellen im Maßstab 1:12 werden auch nicht realisierte Entwürfe gesammelt, beispielsweise ein von Schlachtschiffkonstrukteur und Oberstleutnant Erast Jewgenjewitsch Guljajew (1846–1919) gefertigtes Modell, der als Erster eine Panzerung unterhalb der Wasserlinie vorschlug, um einen Schutz gegen Unterwasserexplosionen (durch Torpedos oder Seeminen) zu gewährleisten.

### Waffensammlung
Die Waffensammlung umfasst Waffen aus verschiedenen Ländern aus verschiedenen Epochen (vom Mittelalter bis zur Neuzeit). Neben alten russischen Kanonen umfasst die Kollektion eine Anzahl von Artillerie- und Minentorpedowaffen aus dem 19. und 20. Jahrhundert. Daneben werden verschiedene Hieb- und Stichwaffen (Schwerter, Hellebarden, Streitäxte, Dolche etc.), Handfeuerwaffen (Musketen, Gewehre, Revolver und Pistolen) und automatische Schusswaffen (Maschinengewehre und Maschinenpistolen) gesammelt. Der Bestand umfasst auch verschiedene Ehrenwaffen bedeutender Marinekommandanten wie beispielsweise das Schwert des russischen Admirals Pawel Stepanowitsch Nachimow (1802–1855), den goldenen Säbel des russischen Vizeadmirals Stepan Ossipowitsch Makarow (1848/1849–1904) und persönliche Waffen anderer berühmter Persönlichkeiten wie Horatio Nelson (1758–1805), Großadmiral Großfürst Konstantin Nikolajewitsch Romanow (1827–1892), sowjetischer Volkskommissar für Marine und Flottenadmiral der Sowjetunion Nikolai Gerassimowitsch Kusnezow (1904–1974) sowie Flottenadmiral der Sowjetunion Sergei Georgijewitsch Gorschkow (1910–1988).

### Kunstsammlung

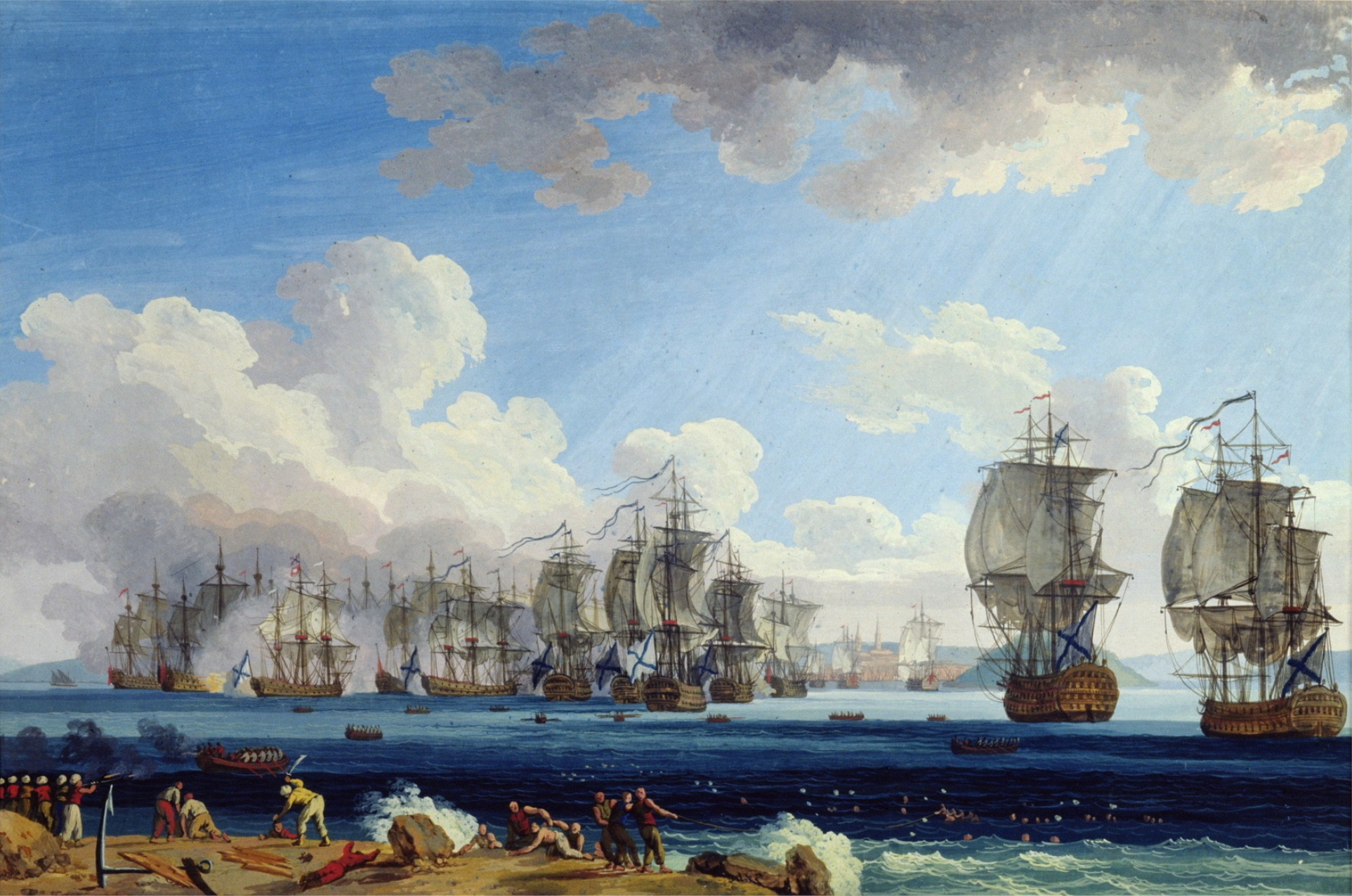
Jacob Philipp Hackert – Die Schlacht von Çeşme am 5. Juli 1770

Die Sammlung von Gemälden, Zeichnungen und Skulpturen umfasst über 59.000 Werke. Das Museum besitzt Gemälde bedeutender russischer Künstler, wie beispielsweise von Iwan Konstantinowitsch Aiwasowski (1817–1900), Alexei Petrowitsch Bogoljubow (1824–1896), Alexander Karlowitsch Beggrow (1841–1914), Alexander Pawlowitsch Brjullow (1798–1877) oder Lew Felixowitsch Lagorio (1826–1905). Außerdem sind auch weitere bedeutende europäische Maler wie F.-V. Perrault, N.-M. Condi, Jakob Philipp Hackert (1737–1807) und Luigi Premazzi (1814–1891) in der Sammlung vertreten. Weiterhin sind Skulpturen von Mark Matwejewitsch Antokolski (1843–1902), Peter Clodt von Jürgensburg (1805–1867), Michail Ossipowitsch Mikeschin (1835–1896) und I. S. Pimenow in der Sammlung zu finden. Bedeutsam ist auch die Sammlung von Stichen aus der Zeit Peters des Großen. Es enthält Stiche berühmter Graveure wie Alexei Fjodorowitsch Subow (1682–nach 1741/1750) und Iwan Subow, Alexei Ivanowitsch Rostowzew, Adrian Shkhonebek und Peter Picart. Die Sammlung grafischer Werke ist sehr umfangreich und umfasst Zeichnungen, Aquarelle und Lithographien. Eine große Sammlung von Plakaten entstammt der Zeit des Russisch-Japanischen Krieges (1904–1905) und aus der Zeit der Sowjetunion.

### Insigniensammlung
Diese Sammlung besteht aus historischen Uniformen, Abbildungen von Uniformen, Flaggen und Bannern sowie Objekten der Phaleristik und Numismatik, die alleine über 36.000 Objekte umfasst. Bei den Uniformen ist besonders jene von Großadmiral Großfürst Konstantin Nikolajewitsch Romanow (1827–1892) sowie die anderer berühmter sowjetischer Marinekommandanten hervorzuheben. Die St.-Georgs-Flagge des Linienschiffs Asow, das sich bei der Schlacht von Navarino unter dem Kommando von Michail Petrowitsch Lasarew besonders auszeichnete, ging später auf die Panzerfregatte Pamjat Asowa über und wird in ehrendem Andenken gehalten. Außerdem werden erbeutete Seeflaggen als Trophäen aufbewahrt. Die Numismatikabteilung enthält Gedenkmedaillen zum Thema der Siege der russischen Flotte sowie seltene Münzen und Banknoten im Bestand.

### Zeichnungssammlung
Bei den gesammelten Zeichnungen handelt es sich um Dokumente, die im Zusammenhang mit dem Entwurf und Bau von Schiffen stehen. Neben mehr als 20.000 Zeichnungen von Booten und Schiffen sind im Bestand auch Bücher über die Geschichte des Schiffbaus, verschiedene Schiffbautechnologien sowie Alben niederländischer Schiffbauer des 17. Jahrhunderts zu finden. Unter den Konstruktionsplänen finden sich Autogramme von Peter dem Großen und anderen prominenten Repräsentanten des Staates und der Marine. Schwerpunktmäßig besteht die Sammlung aus Plänen für die Schiffe der Panzerflotte der Kaiserlich Russischen Marine und der Sowjetischen Marine.

### Sondersammlung
Die Sondersammlung umfasst Gegenstände, die aufgrund ihres Werts und/oder ihrer Bedeutung besonderer Schutzvorkehrungen bedürfen. Darunter befinden sich Auszeichnungen, die aus Edelmetallen bestehen bzw. mit Edelsteinen besetzt sind. Auch befinden sich wertvolle Zigarettenetuis und Souvenirs im Bestand, die von berühmten Juwelieren wie Peter Carl Fabergé, Pawel Owtschinnikow oder Wladimir Morosow (1892–1908) hergestellt wurden. Ebenfalls werden Gegenstände mit einem hohen ideellen Wert, wie beispielsweise der Uschakoworden, der höchste Orden der Sowjetischen Marine, oder Gegenstände, die sich auf die Geschichte bestimmter Schiffe bzw. Marinesoldaten beziehen, aufbewahrt. Dazu zählen auch wichtige Dokumente.

### Manuskriptsammlung
1948 erfolgte die Gründung der Manuskriptsammlung als eigenständige Abteilung. Sie umfasst Dokumente zur Geschichte der russischen Marine von ihrer Gründung bis zur Gegenwart. Beispielsweise werden Originale aufbewahrt, die Zeugnis vom bewegten Leben der Seeleute des 18. bis 21. Jahrhunderts ablegen.

### Fotografiesammlung
Die Fotografiesammlung umfasst mehr als 300.000 Objekte, wie beispielsweise Fotoabzüge, Fotonegative, Diapositive, Daguerreotypien, Filmbilder oder Fotoalben. Gesammelt werden Artefakte, die vom 19. Jahrhundert bis zur Gegenwart entstanden sind. Einzigartige Fotoalben zeigen beispielsweise die Innenausstattung der kaiserlichen Jachten oder Werften. Der Russisch-Japanische Krieg von 1904–1905 wurde ausgiebig fotografisch dokumentiert. Außerdem sind fast alle Schiffe und Boote der Kaiserlich Russischen Marine fotografisch festgehalten worden. Abgerundet wird der Bestand mit unzähligen Farbfotos der anderen Museumsstücke.

## Einrichtungen und Außenstellen
Seit 2011 ist das Museum an der Bolschaja Morskaja 69a ansässig, jedoch befindet sich dessen Haupteingang seitlich am Nabereschnaja Krjukowa Kanala 2. Im Museum befinden sich neben der Ausstellung folgende Einrichtungen:
- Militärwissenschaftliche Bibliothek
- Werkstatt der militärischen Marinemaler
- Militärwissenschaftliche Gesellschaft

Das Museum verfügt über folgende Außenstellen:
- der Kreuzer Aurora ist seit 1956 eine Zweigstelle des Museums.
- das Baltische Flottenmuseum wurde 1963 in Pillau gegründet.
- der Ausstellungsort Straße des Lebens wurde 1972 im Dorf Osinowez am Ufer des Ladogasees eröffnet (ca. 1 km vom Bahnhof „Ladoschskoje Osero Station“ entfernt).
- die Festung Kronstadt mit der Nikolaus-Marine-Kathedrale, dem Artillerie-Gelände und der Gedenkausstellung für Alexander Stepanowitsch Popow wurde 1980 als Außenstelle übernommen.
- das U-Boot D-2 Narodowoletz der D-Klasse (Dekabrist) steht seit 1994 zur Besichtigung offen.
- der Kreuzer Michail Kutusow ist seit dem 28. Juli 2002 ein Museumsschiff.

## Belegte Gebäude

### Unterbringung der Sammlung in der Admiralität (1709–1940)

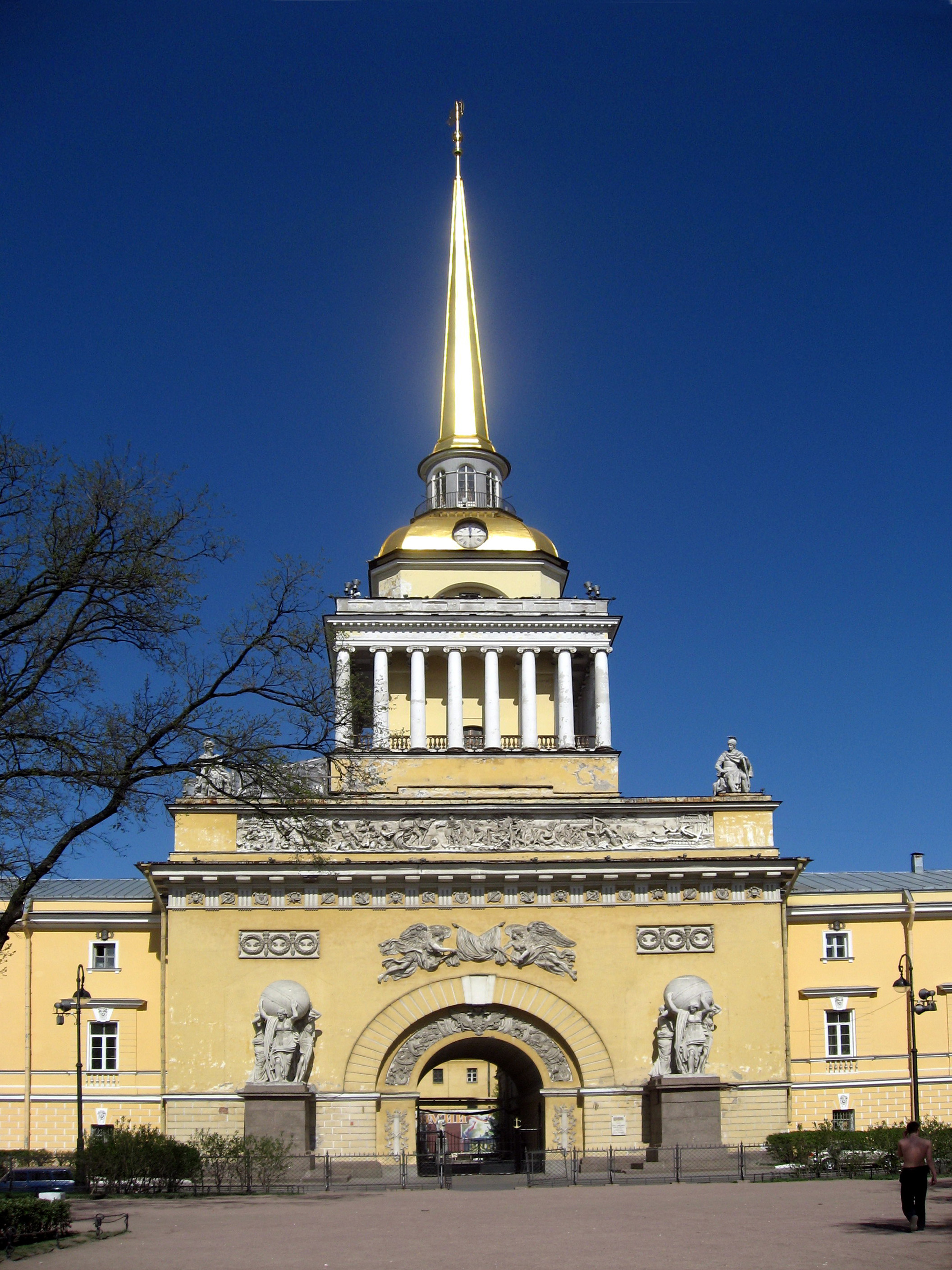
Ehemaliger Standort des Museums: die Kammer unterhalb des spitzen Turms der Admiralität

Als Gründungsakt der St. Petersburger Modelkamera, des späteren Marinemuseums, wird der Umzug der Modellsammlung von der Wintervilla Peters I. in die Admiralität angesehen. Dort fand die Sammlung an verschiedenen Stellen Platz. Anfangs, als die Werft noch auf dem Gelände angesiedelt war, befand sich die Modelkamera direkt neben dem Konstruktionsbüro. Als von 1732 bis 1738 der hölzerne Vorgängerbau durch einen Steinbau ersetzt wurde, wurde die Modelkamera in einen Raum „unter dem spitzen Turm“ verlegt. Nachdem die Sammlung stark angewachsen war, wurde die Sammlung 1748 in mehrere zusammenhängende Räume im Ostflügel verlegt. 1805 wurde die Sammlung dann zerschlagen. Lediglich wichtige Sammlungsobjekte mit Bezug zu Peter dem Großen sowie die Schiffsmodelle wurden weiterhin in der Admiralität aufbewahrt. Die Stücke Peters I. wurden in der Halle des Admiralitätsrats aufbewahrt, während die Schiffsmodelle ab den 1840er Jahren in einem kleinen Lagerraum im Hof verschwanden. Dieser Dornröschenschlaf dauerte bis 1864, als die vergessenen Schätze wieder ans Licht gebracht wurden und im Westflügel neue, öffentlich zugängliche Ausstellungsflächen zur Verfügung gestellt wurden. Im Laufe der Zeit erweiterte sich das Marinemuseum, bis es schließlich 1917 an einen neuen Standort verlegt wurde.

### Ausstellung der Sammlung in der Alten Börse (1940–2010)

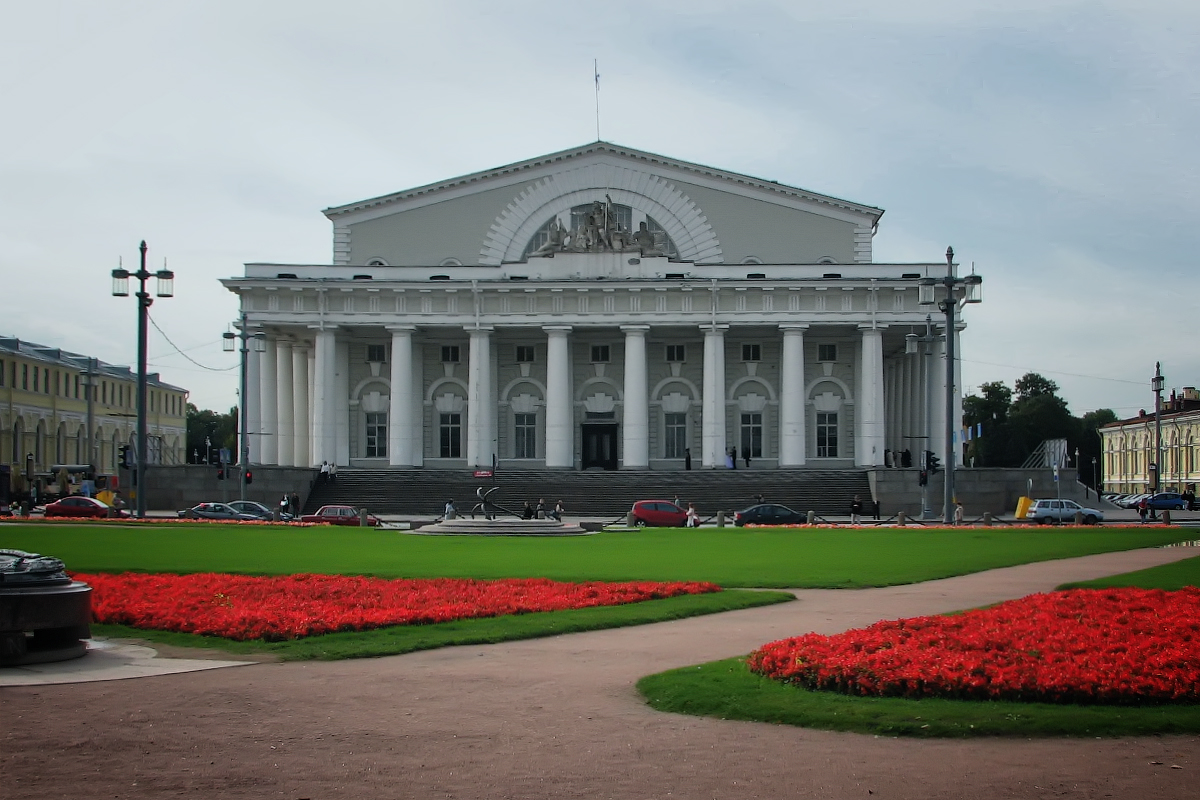
Ehemaliger Standort des Museums: Alte Börse an der Strelka auf der Wassiljewski-Insel

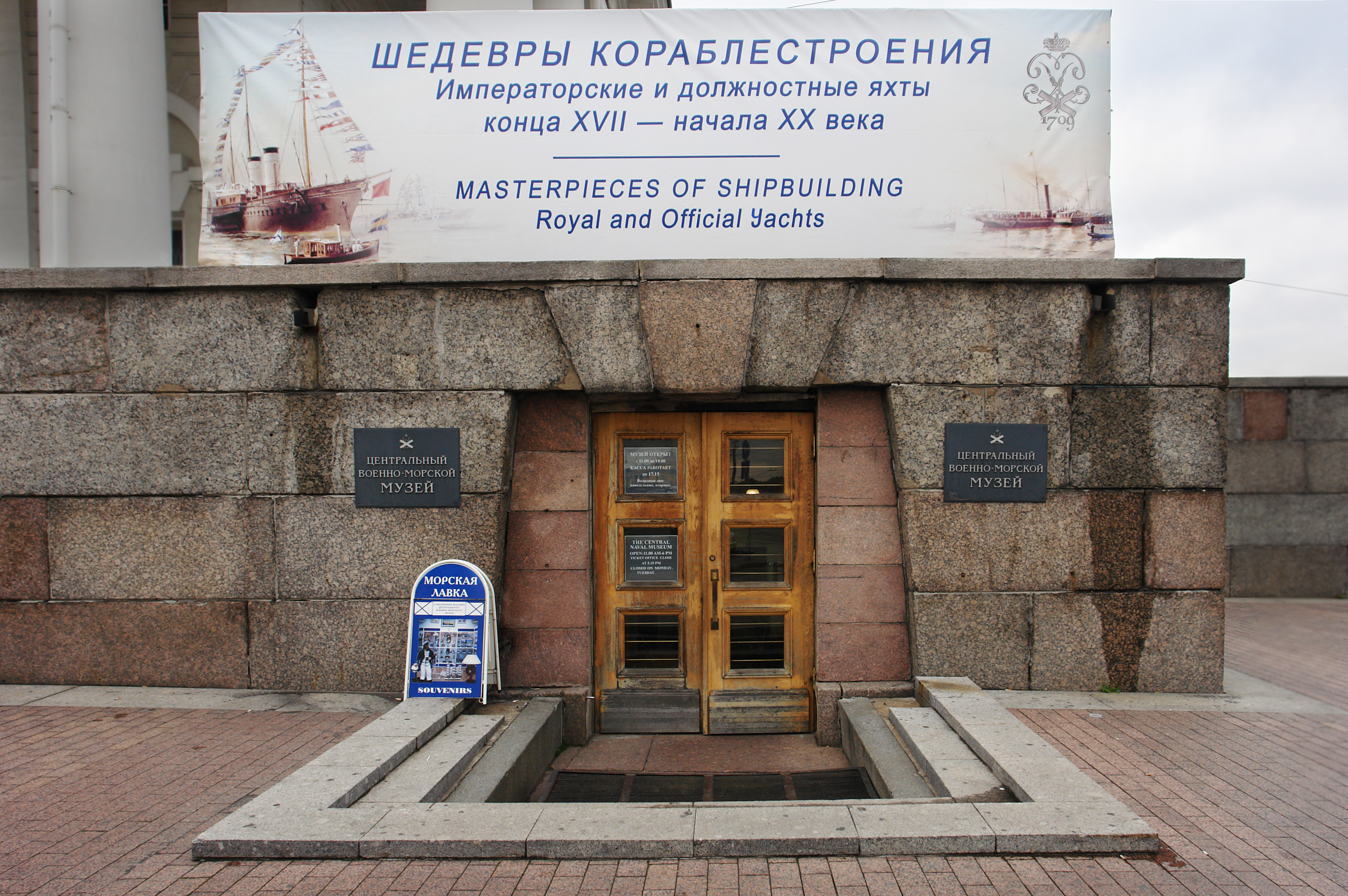
Alter Eingang zum Börsengebäude

Das Museum befand sich in den Jahren 1940–2010 im Börsengebäude an der „Strelka“ genannten Ostspitze der Wassiljewski-Insel. Im Jahre 2007 wurde beschlossen, die Rohstoffbörse in dem historischen Bau unterzubringen und das Zentrale Museum der Seekriegsflotte an einen neuen Standort zu verlegen. Die Wahl fiel auf die leerstehende Krjukow-Kaserne, die sich am gleichnamigen Krujkow-Kanal zwischen der Hauptpost und gegenüber der Insel Neu-Holland befindet.

### Verlegung der Sammlung in die renovierte Krjukow-Kaserne (seit 2010)

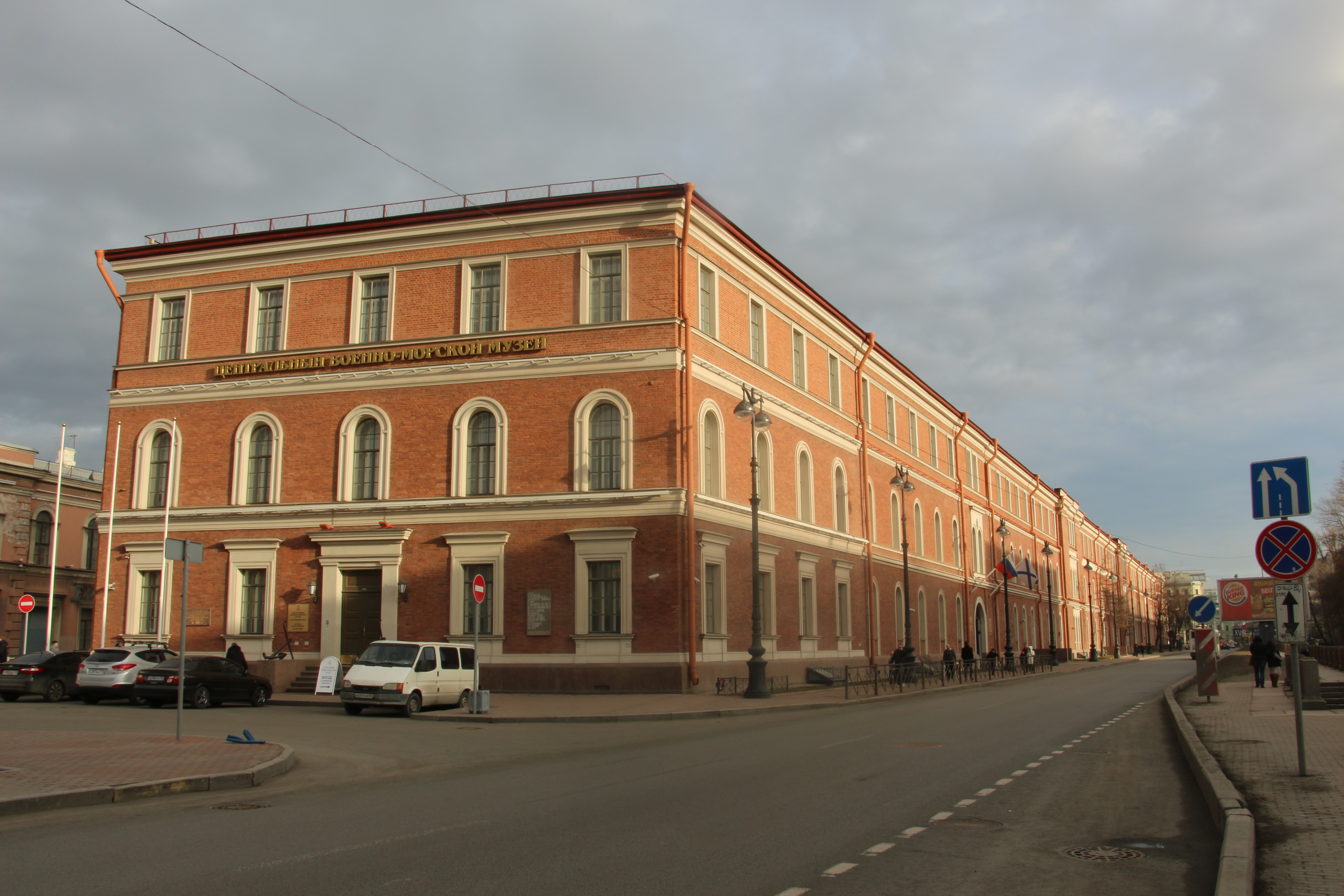
Neuer Standort des Museums: Die renovierte Krjukow-Kaserne

Am 4. Juni 2010 wurde das Zentrale Museum der Seekriegsflotte in den renovierten Räumen feierlich durch die Gouverneurin Walentina Iwanowna Matwijenko, den Oberkommandierenden der Russischen Seekriegsflotte Wladimir Sergejewitsch Wyssozki und Museumsdirektor Andrei Jakowlewitsch Ljalin eröffnet. Der neue Standort wurde zuvor drei Jahre lang aufwändig renoviert. Der 1844–1852 errichtete Ziegelbau verfügt über eine Ausstellungsfläche von 31.000 m² und ist damit fast viermal so groß wie der alte Standort an der Strelka. Neben den Ausstellungsräumen (19 Säle für die Dauerausstellung sowie sechs Säle für die Wechselausstellung) komplettieren Hörsäle für wissenschaftliche Vorträge und Konferenzen sowie eine wissenschaftliche Bibliothek das Haus. Die Baukosten betrugen rund 3,5 Mrd. Rubel (ca. 93 Mio. €) und für den Umzug wurden weitere 950 Mio. Rubel (25 Mio. €) zur Verfügung gestellt.

## Unterschlagungsskandal im Zusammenhang mit dem Umzug
Der ehemalige Museumsdirektor Andrei Jakowlewitsch Ljalin (Андрей Яковлевич Лялин) wurde am 12. April 2013 verhaftet und am 8. Juli 2015 im Zusammenhang mit der Veruntreuung von Geldern, die für den Umzug des Museums vorgesehen waren, zu neun Jahren Straflager, einer Geldstrafe von 500.000 Rubeln sowie einer Beschlagnahme der Güter, die mit dem unterschlagenen Geld erworben wurden, verurteilt.

## Ausstellung

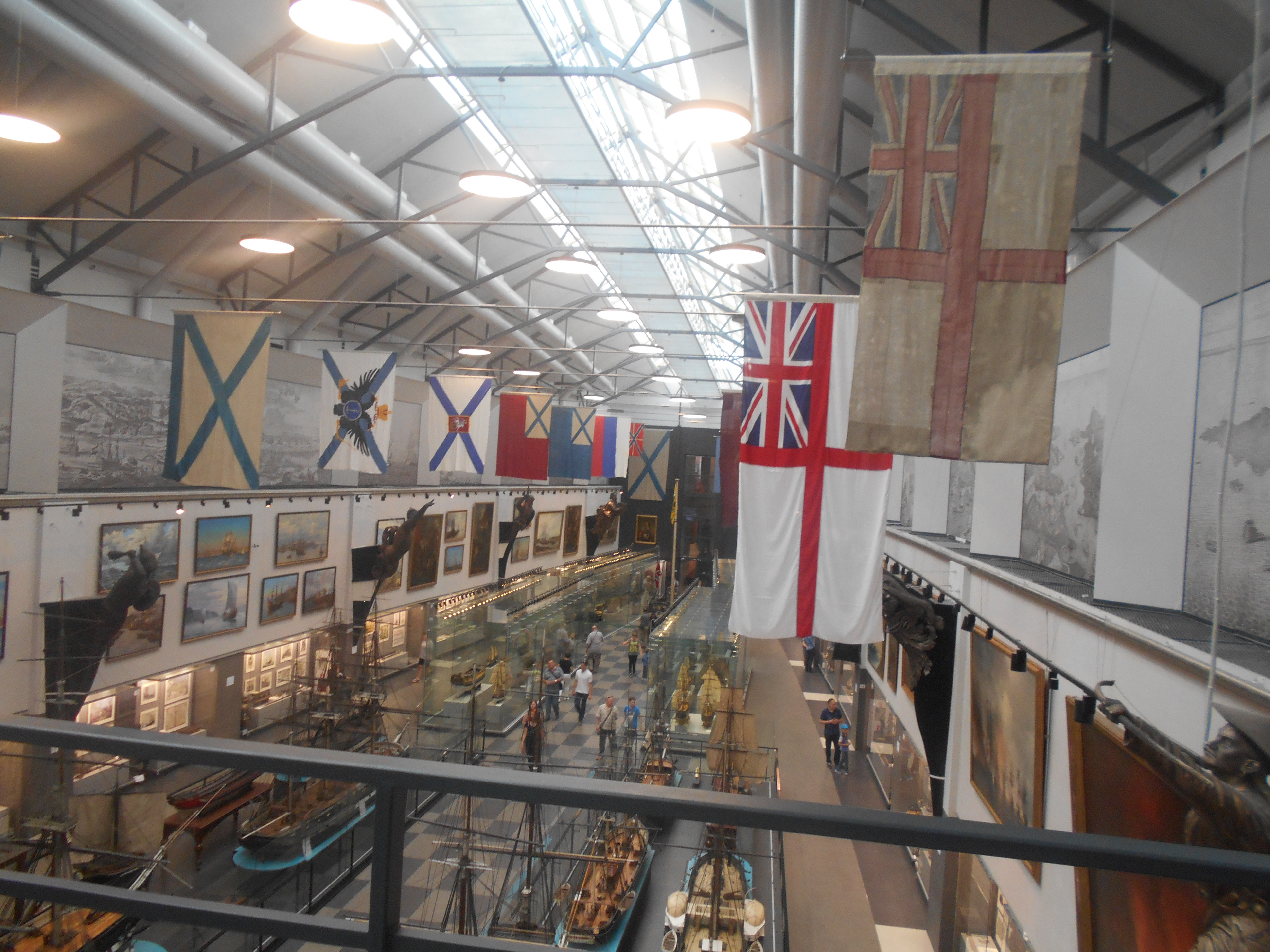
Haupthalle

Die Ausstellung des Museums besteht aus neunzehn Haupthallen und einem Bereich mit sechs Sälen für Wechselausstellungen:
- Hall of Fame der russischen Marine
- Die Kaiserlich Russische Marine im späten 19. und frühen 20. Jahrhundert
- Russisch-Japanischer Krieg (1904–1905): Schlacht des Kreuzers Warjag
- Russisch-Japanischer Krieg (1904–1905): Seeschlacht vor Port Arthur und Verteidigung von Wladiwostok
- Russisch-Japanischer Krieg (1904–1905): Seeschlacht bei Tsushima
- Wiederaufbau der Kaiserlich Russischen Marine (1905–1914)
- Die Baltische Flotte zu Zeiten des Ersten Weltkriegs (1914–1917)
- Die Schwarzmeerflotte und die Nordflotte im Ersten Weltkrieg.
- Die Flotte während der Russischen Revolution (1917), des Russischen Bürgerkriegs und der ausländischen Intervention von 1917–1922.
- Sowjetische Marine in der Zwischenkriegszeit (1922–1941)
- Großer Vaterländischer Krieg: Sowjetische Marine im Jahr 1941
- Großer Vaterländischer Krieg: Sowjetische Marine im Jahr 1942
- Großer Vaterländischer Krieg: Sowjetische Marine im Jahr 1943
- Großer Vaterländischer Krieg: Sowjetische Marine in den Jahren 1944–1945.
- Der Umbau der Sowjetischen Marine nach den Erfahrungen des Zweiten Weltkriegs unter Flottenadmiral Nikolai Gerassimowitsch Kusnezow (1945–1955)
- Der Aufbau einer Flotte basierend auf der wissenschaftlichen und technologischen Revolution (1955–1965)
- Die Schaffung einer hochseetauglichen Atomraketenflotte in der UdSSR unter Flottenadmiral Sergei Georgijewitsch Gorschkow (1965–1975)
- Die Ozeanische Atomraketenflotte (1975–1991)
- Russische Seekriegsflotte (seit 1992)

## Auszeichnungen
Das Museum wurde 1975 durch ein Dekret des Präsidiums des Obersten Sowjets der UdSSR mit dem Orden des Roten Sterns ausgezeichnet.

## Logo
Das Logo zeigt ein stilisiertes und gespiegeltes „P“ für den Gründer und Namensgeber Kaiser Peter I. mit einer mittig angeordneten römischen Eins („I“). Darüber schwebt die Zarenkrone, mit der sich Peter der Große erstmals 1721 zum Kaiser krönte. Darunter befindet sich die Russische Seekriegsflagge der Russischen Seekriegsflotte, ein blaues Andreaskreuz auf weißem Grund, die von 1712–1917 und wieder ab 1991 Verwendung fand.